# V-League 2011-2012 (maschile)
La V-League 2011-2012, 8ª edizione della massima serie del campionato sudcoreano di pallavolo maschile, si è svolta dal 22 ottobre 2011 all'8 aprile 2012: al torneo hanno partecipato 7 squadre di club sudcoreane; la vittoria finale è andata per la sesta volta, la quinta consecutiva, ai Samsung Bluefangs.

## Regolamento

### Formula
Le squadre hanno disputato un girone all'italiana, composta da sei round, scontrandosi con ciascun'avversaria per tre volte in casa e per tre volte fuori casa, per un totale di trentasei giornate; al termine della regular season:
- La prima classificata ha avuto accesso diretto alla finale dei play-off scudetto, giocata al meglio delle cinque gare;
- La seconda classificata ha avuto accesso diretto alla semifinale dei play-off scudetto, giocata al meglio delle tre gare.

### Criteri di classifica
Se il risultato finale è stato di 3-0 o 3-1 sono stati assegnati 3 punti alla squadra vincente e 0 a quella sconfitta, se il risultato finale è stato di 3-2 sono stati assegnati 2 punti alla squadra vincente e 1 a quella sconfitta.
L'ordine del posizionamento in classifica è stato definito in base a:
- Punti;
- Numero di partite vinte;
- Ratio dei set vinti/persi;
- Ratio dei punti realizzati/subiti.

## Squadre partecipanti
Alla V-League 2011-2012 partecipano sei club; i Woori Capital Dream Six partecipano con la nuova denominazione Dream 6.
| Club               | Stagione | Città    | Impianto                     | Stagione precedente       |
| ------------------ | -------- | -------- | ---------------------------- | ------------------------- |
| Dream 6            | dettagli | Seul     | Yi Sun-sin Icerink Gymnasium | 6ª in V-League            |
| Hyundai Skywalkers | dettagli | Cheonan  | Ryu Gwansun Gymnasium        | 3ª in V-League            |
| KEPCO 45           | dettagli | Suwon    | Suwon Gymnasium              | 5ª in V-League            |
| Korean Air Jumbos  | dettagli | Incheon  | Gyeyang Gymnasium            | 2ª in V-League            |
| LIG Greaters       | dettagli | Gumi     | Park Chung-hee Gymnasium     | 4ª in V-League            |
| Samsung Bluefangs  | dettagli | Daejeon  | Chungmu Gymnasium            | Campione di Corea del Sud |
| Sangmu             | dettagli | Seongnam | Seongnam Gymnasium           | 7ª in V-League            |

## Torneo

### Regular season

#### Risultati
| Primo round |                                        |     |                                   |
|             |                                        |     |                                   |
| 22-10       | Samsung Bluefangs - LIG Greaters       | 3-2 | 25-22, 23-25, 19-25, 25-18, 15-12 |
| 23-10       | Korean Air Jumbos - KEPCO 45           | 3-2 | 25-21, 21-25, 21-25, 25-21, 17-15 |
| 23-10       | Hyundai Skywalkers - Dream 6           | 1-3 | 24-26, 25-22, 19-25, 13-25        |
| 25-10       | Sangmu - Korean Air Jumbos             | 2-3 | 19-25, 28-26, 25-23, 23-25, 12-15 |
| 26-10       | Hyundai Skywalkers - LIG Greaters      | 3-0 | 25-19, 25-22, 25-17               |
| 27-10       | Dream 6 - Samsung Bluefangs            | 1-3 | 25-22, 19-25, 19-25, 29-31        |
| 29-10       | LIG Greaters - Korean Air Jumbos       | 1-3 | 23-25, 25-15, 26-28, 23-25        |
| 30-10       | Dream 6 - Sangmu                       | 3-1 | 25-23, 34-32, 27-29, 25-11        |
| 30-10       | KEPCO 45 - Hyundai Skywalkers          | 3-2 | 21-25, 25-22, 25-27, 25-23, 15-10 |
| 01-10       | Dream 6 - LIG Greaters                 | 3-1 | 25-22, 20-25, 25-23, 25-17        |
| 02-11       | Samsung Bluefangs - Hyundai Skywalkers | 3-0 | 25-22, 29-27, 25-22               |
| 03-11       | Sangmu - KEPCO 45                      | 0-3 | 23-25, 19-25, 21-25               |
| 03-11       | Dream 6 - Korean Air Jumbos            | 2-3 | 26-28, 25-19, 25-22, 19-25, 13-15 |
| 05-11       | Sangmu - LIG Greaters                  | 1-3 | 25-22, 25-27, 21-25, 21-25        |
| 06-11       | Samsung Bluefangs - Korean Air Jumbos  | 3-2 | 25-17, 21-25, 18-25, 25-20, 17-15 |
| 06-11       | Dream 6 - KEPCO 45                     | 1-3 | 19-25, 25-23, 13-25, 17-25        |
| 08-11       | Sangmu - Samsung Bluefangs             | 0-3 | 16-25, 14-25, 20-25               |
| 09-11       | Korean Air Jumbos - Hyundai Skywalkers | 3-0 | 25-23, 25-18, 25-21               |
| 10-11       | LIG Greaters - KEPCO 45                | 0-3 | 18-25, 15-25, 23-25               |
| 12-11       | KEPCO 45 - Samsung Bluefangs           | 0-3 | 23-25, 20-25, 21-25               |
| 13-11       | Hyundai Skywalkers - Sangmu            | 3-1 | 25-16, 25-18, 20-25, 25-18        |

| Secondo round |                                        |     |                                   |
|               |                                        |     |                                   |
| 15-11         | Dream 6 - Sangmu                       | 3-0 | 25-20, 25-19, 25-22               |
| 16-11         | Hyundai Skywalkers - KEPCO 45          | 2-3 | 18-25, 29-27, 25-23, 21-25, 18-20 |
| 17-11         | Korean Air Jumbos - LIG Greaters       | 2-3 | 25-20, 20-25, 25-20, 22-25, 12-15 |
| 19-11         | KEPCO 45 - Sangmu                      | 3-0 | 25-20, 25-21, 25-15               |
| 20-11         | Hyundai Skywalkers - Samsung Bluefangs | 3-1 | 25-21, 21-25, 27-25, 26-24        |
| 20-11         | LIG Greaters - Dream 6                 | 3-0 | 25-15, 29-27, 25-19               |
| 22-11         | Korean Air Jumbos - Sangmu             | 2-3 | 25-18, 26-28, 28-30, 25-23, 16-18 |
| 23-11         | Dream 6 - Samsung Bluefangs            | 0-3 | 24-26, 18-25, 19-25               |
| 24-11         | LIG Greaters - Hyundai Skywalkers      | 0-3 | 18-25, 22-25, 23-25               |
| 26-11         | Korean Air Jumbos - Dream 6            | 1-3 | 25-22, 19-25, 20-25, 17-25        |
| 27-11         | Sangmu -Hyundai Skywalkers             | 0-3 | 14-25, 26-28, 22-25               |
| 27-11         | Samsung Bluefangs - KEPCO 45           | 3-0 | 25-19, 25-19, 25-22               |
| 29-11         | Hyundai Skywalkers - Korean Air Jumbos | 2-3 | 26-24, 14-25, 25-23, 30-32, 23-25 |
| 30-11         | KEPCO 45 - LIG Greaters                | 3-0 | 26-24, 25-23, 25-23               |
| 01-12         | Samsung Bluefangs - Sangmu             | 3-0 | 25-15, 25-21, 25-16               |
| 03-12         | KEPCO 45 - Dream 6                     | 3-1 | 17-25, 25-20, 25-22, 25-18        |
| 04-12         | Korean Air Jumbos - Samsung Bluefangs  | 2-3 | 24-26, 25-16, 22-25, 25-17, 11-15 |
| 04-12         | LIG Greaters - Sangmu                  | 2-3 | 22-25, 25-22, 23-25, 25-22, 12-15 |
| 06-12         | Dream 6 - Hyundai Skywalkers           | 0-3 | 24-26, 22-25, 19-25               |
| 07-12         | LIG Greaters - Samsung Bluefangs       | 1-3 | 26-28, 25-23, 21-25, 18-25        |
| 08-12         | KEPCO 45 - Korean Air Jumbos           | 3-2 | 22-25, 21-25, 25-19, 25-19, 15-13 |

| Terzo round |                                        |     |                                   |
|             |                                        |     |                                   |
| 10-12       | Dream 6 - Sangmu                       | 3-2 | 25-23, 23-25, 25-12, 26-28, 15-11 |
| 11-12       | LIG Greaters - KEPCO 45                | 1-3 | 25-21, 23-25, 23-25, 22-25        |
| 11-12       | Korean Air Jumbos - Hyundai Skywalkers | 3-1 | 25-23, 24-26, 25-22, 25-20        |
| 13-12       | Dream 6 - LIG Greaters                 | 3-1 | 25-15, 27-25, 20-25, 25-22        |
| 14-12       | Samsung Bluefangs - Hyundai Skywalkers | 3-2 | 22-25, 20-25, 25-16, 25-17, 15-10 |
| 15-12       | Sangmu - Korean Air Jumbos             | 0-3 | 20-25, 19-25, 15-25               |
| 17-12       | Hyundai Skywalkers - KEPCO 45          | 3-1 | 25-17, 19-25, 25-18, 25-20        |
| 18-12       | Korean Air Jumbos - LIG Greaters       | 3-1 | 21-25, 29-27, 25-16, 25-22        |
| 18-12       | Sangmu - Samsung Bluefangs             | 0-3 | 18-25, 19-25, 22-25               |
| 20-12       | Korean Air Jumbos - KEPCO 45           | 3-0 | 25-23, 25-18, 25-16               |
| 21-12       | Hyundai Skywalkers - Sangmu            | 3-0 | 25-14, 25-14, 25-19               |
| 22-12       | Samsung Bluefangs - Dream 6            | 3-0 | 25-17, 25-19, 26-24               |
| 24-12       | LIG Greaters - Sangmu                  | 3-1 | 23-25, 25-15, 25-18, 25-19        |
| 25-12       | KEPCO 45 - Samsung Bluefangs           | 1-3 | 25-23, 22-25, 15-25, 22-25        |
| 25-12       | Korean Air Jumbos - Dream 6            | 3-0 | 27-25, 25-16, 25-16               |
| 27-12       | KEPCO 45 - Sangmu                      | 3-2 | 21-25, 25-18, 25-22, 22-25, 17-15 |
| 28-12       | Hyundai Skywalkers - Dream 6           | 3-1 | 25-23, 23-25, 27-25, 25-18        |
| 29-12       | Samsung Bluefangs - LIG Greaters       | 3-0 | 25-17, 25-9, 25-22                |
| 31-12       | KEPCO 45 - Dream 6                     | 3-1 | 25-21, 25-19, 23-25, 29-27        |
| 01-01       | Samsung Bluefangs - Korean Air Jumbos  | 2-3 | 22-25, 25-19, 22-25, 25-21, 15-17 |
| 01-01       | LIG Greaters - Hyundai Skywalkers      | 2-3 | 25-21, 19-25, 20-25, 26-24, 12-15 |

| Quarto round |                                        |     |                                   |
|              |                                        |     |                                   |
| 11-01        | Sangmu - Hyundai Skywalkers            | 0-3 | 21-25, 21-25, 22-25               |
| 11-01        | Samsung Bluefangs - Dream 6            | 3-0 | 25-20, 25-23, 25-20               |
| 12-01        | KEPCO 45 - Korean Air Jumbos           | 2-3 | 19-25, 15-25, 26-24, 25-22, 13-15 |
| 14-01        | Dream 6 - Korean Air Jumbos            | 2-3 | 33-31, 17-25, 25-22, 22-25, 11-15 |
| 15-01        | Samsung Bluefangs - KEPCO 45           | 3-0 | 25-22, 25-22, 27-25               |
| 15-01        | Sangmu - LIG Greaters                  | 0-3 | 22-25, 18-25, 20-25               |
| 17-01        | Korean Air Jumbos - Sangmu             | 3-0 | 25-22, 25-20, 25-18               |
| 18-01        | Hyundai Skywalkers - Samsung Bluefangs | 0-3 | 23-25, 13-25, 21-25               |
| 19-01        | LIG Greaters - Dream 6                 | 1-3 | 25-23, 14-25, 19-25, 21-25        |
| 21-01        | Hyundai Skywalkers - Korean Air Jumbos | 2-3 | 25-23, 28-26, 23-25, 13-25, 11-15 |
| 22-01        | KEPCO 45 - Dream 6                     | 3-2 | 27-25, 23-25, 27-29, 31-29, 15-11 |
| 23-01        | Hyundai Skywalkers - LIG Greaters      | 3-1 | 40-38, 20-25, 25-17, 26-24        |
| 24-01        | Korean Air Jumbos - Samsung Bluefangs  | 3-2 | 25-20, 19-25, 24-26, 25-19, 17-15 |
| 25-01        | Sangmu - Dream 6                       | 0-3 | 23-25, 17-25, 23-25               |
| 26-01        | KEPCO 45 - LIG Greaters                | 3-0 | 25-22, 25-17, 29-27               |
| 28-01        | Samsung Bluefangs - Sangmu             | 3-0 | 25-15, 25-21, 25-14               |
| 29-01        | KEPCO 45 - Korean Air Jumbos           | 1-3 | 26-28, 13-25, 29-27, 26-28        |
| 29-01        | LIG Greaters - Hyundai Skywalkers      | 2-3 | 25-21, 15-25, 18-25, 25-23, 13-15 |
| 31-01        | Sangmu - KEPCO 45                      | 1-3 | 33-35, 25-19, 18-25, 20-25        |
| 01-02        | Dream 6 - Hyundai Skywalkers           | 0-3 | 15-25, 20-25, 20-25               |
| 02-02        | LIG Greaters - Samsung Bluefangs       | 2-3 | 25-22, 34-36, 25-20, 21-25, 15-17 |

| Quinto round |                                        |     |                                  |
|              |                                        |     |                                  |
| 04-02        | Dream 6 - KEPCO 45                     | 0-3 | 23-25, 22-25, 22-25              |
| 05-02        | Korean Air Jumbos - Samsung Bluefangs  | 3-0 | 25-22, 25-17, 25-19              |
| 05-02        | Sangmu - Hyundai Skywalkers            | 0-3 | 19-25, 21-25, 21-25              |
| 07-02        | LIG Greaters - Dream 6                 | 3-2 | 25-19, 25-20, 19-25, 18-25, 15-7 |
| 08-02        | KEPCO 45 - Sangmu                      | 1-3 | 25-27, 25-20, 22-25, 25-27       |
| 09-02        | Korean Air Jumbos - Hyundai Skywalkers | 0-3 | 20-25, 17-25, 20-25              |
| 11-02        | LIG Greaters - KEPCO 45                | 1-3 | 21-25, 23-25, 25-20, 23-25       |
| 12-02        | Hyundai Skywalkers - Samsung Bluefangs | 1-3 | 25-21, 32-34, 21-25, 23-25       |
| 12-02        | Dream 6 - Korean Air Jumbos            | 1-3 | 27-25, 27-29, 22-25, 18-25       |
| 14-02        | LIG Greaters - Sangmu                  | -   | [ 1 ]                            |
| 15-02        | Samsung Bluefangs - Dream 6            | 3-0 | 25-20, 25-19, 25-23              |
| 16-02        | KEPCO 45 - Korean Air Jumbos           | 1-3 | 19-25, 25-21, 23-25, 15-25       |
| 18-02        | Sangmu - Dream 6                       | -   | [ 1 ]                            |
| 19-02        | Samsung Bluefangs - LIG Greaters       | 3-1 | 25-20, 25-21, 23-25, 25-20       |
| 19-02        | KEPCO 45 - Hyundai Skywalkers          | 1-3 | 17-25, 28-26, 20-25, 15-25       |
| 21-02        | Samsung Bluefangs - Sangmu             | -   | [ 1 ]                            |
| 22-02        | Korean Air Jumbos - LIG Greaters       | 3-0 | 25-20, 25-23, 25-19              |
| 23-02        | Dream 6 - Hyundai Skywalkers           | 3-1 | 25-20, 25-22, 17-25, 30-28       |
| 25-02        | Samsung Bluefangs - KEPCO 45           | 3-0 | 25-13, 25-20, 25-20              |
| 26-02        | Hyundai Skywalkers - LIG Greaters      | 3-1 | 34-32, 27-29, 25-19, 25-20       |
| 26-02        | Sangmu - Korean Air Jumbos             | -   | [ 1 ]                            |

| Sesto round |                                        |     |                                   |
|             |                                        |     |                                   |
| 28-02       | Dream 6 - KEPCO 45                     | 3-1 | 19-25, 37-35, 25-14, 25-17        |
| 29-02       | Hyundai Skywalkers - Sangmu            | -   | [ 1 ]                             |
| 01-03       | Samsung Bluefangs - Korean Air Jumbos  | 0-3 | 22-25, 23-25, 20-25               |
| 03-03       | Sangmu - Dream 6                       | -   | [ 1 ]                             |
| 04-03       | LIG Greaters - Samsung Bluefangs       | 1-3 | 20-25, 25-23, 13-25, 19-25        |
| 04-03       | Hyundai Skywalkers - KEPCO 45          | 3-1 | 25-19, 27-29, 25-19, 25-20        |
| 06-03       | Korean Air Jumbos - Sangmu             | -   | [ 1 ]                             |
| 07-03       | KEPCO 45 - Samsung Bluefangs           | 1-3 | 17-25, 14-25, 25-20, 23-25        |
| 08-03       | LIG Greaters - Hyundai Skywalkers      | 3-2 | 27-29, 25-19, 25-27, 25-21, 15-13 |
| 10-03       | Korean Air Jumbos - KEPCO 45           | 3-0 | 25-23, 26-24, 26-24               |
| 11-03       | Dream 6 - Samsung Bluefangs            | 3-0 | 25-22, 25-19, 25-20               |
| 11-03       | Sangmu - LIG Greaters                  | -   | [ 1 ]                             |
| 13-03       | Hyundai Skywalkers - Korean Air Jumbos | 1-3 | 20-25, 25-17, 23-25, 24-26        |
| 14-03       | Dream 6 - LIG Greaters                 | 2-3 | 20-25, 25-23, 25-20, 28-30, 10-15 |
| 15-03       | Sangmu - KEPCO 45                      | -   | [ 1 ]                             |
| 17-03       | Korean Air Jumbos - Dream 6            | 1-3 | 16-25, 25-18, 20-25, 23-25        |
| 18-03       | Samsung Bluefangs - Hyundai Skywalkers | 1-3 | 23-25, 24-26, 25-21, 18-25        |
| 18-03       | KEPCO 45 - LIG Greaters                | 0-3 | 21-25, 23-25, 14-25               |
| 20-03       | LIG Greaters - Korean Air Jumbos       | 1-3 | 16-25, 19-25, 25-23, 21-25        |
| 21-03       | Hyundai Skywalkers - Dream 6           | 3-0 | 25-17, 25-15, 25-15               |
| 21-03       | Sangmu - Samsung Bluefangs             | -   | [ 1 ]                             |

#### Classifica
| Pos. | Squadra            | Pt | G  | V  | P  | SV | SP  | Ratio | PF    | PS    | Ratio |
| ---- | ------------------ | -- | -- | -- | -- | -- | --- | ----- | ----- | ----- | ----- |
| 1    | Samsung Bluefangs  | 84 | 36 | 29 | 7  | 93 | 38  | 2,447 | 3 103 | 2 650 | 1,171 |
| 2    | Korean Air Jumbos  | 80 | 36 | 28 | 8  | 96 | 50  | 1,920 | 3 397 | 3 027 | 1,122 |
| 3    | Hyundai Skywalkers | 70 | 36 | 22 | 14 | 83 | 55  | 1,509 | 3 246 | 3 000 | 1,082 |
| 4    | KEPCO 45           | 52 | 36 | 18 | 18 | 68 | 70  | 0,971 | 3 102 | 3 102 | 1,000 |
| 5    | Dream 6            | 49 | 36 | 15 | 21 | 61 | 74  | 0,824 | 3 046 | 2 987 | 1,020 |
| 6    | LIG Greaters       | 33 | 36 | 11 | 25 | 55 | 85  | 0,647 | 3 124 | 3 140 | 0,995 |
| 7    | Sangmu             | 10 | 36 | 3  | 33 | 20 | 104 | 0,192 | 1 935 | 3 047 | 0,635 |

      Qualificata alla finale play-off scudetto.
      Qualificata alle semifinali play-off scudetto.
      Qualificata allo spareggio play-off.

### Play-off scudetto
|  | Quarti di finale | Quarti di finale   | Quarti di finale  | Quarti di finale   | Quarti di finale |   |   | Semifinali | Semifinali | Semifinali | Semifinali | Semifinali |  |  | Finale | Finale            | Finale | Finale | Finale | Finale | Finale |  |
|  |                  |                    |                   |                    |                  |   |   |            |            |            |            |            |  |  |        |                   |        |        |        |        |        |  |
|  |                  |                    |                   |                    |                  |   |   |            |            |            |            |            |  |  | 1      | Samsung Bluefangs | 3      | 3      | 1      | 3      |        |  |
|  |                  |                    |                   |                    |                  |   |   |            |            |            |            |            |  |  | 1      | Samsung Bluefangs | 3      | 3      | 1      | 3      |        |  |
|  |                  |                    | 2                 | Korean Air Jumbos  | 1                | 1 | 3 | 0          |            |            |            |            |  |  |        |                   |        |        |        |        |        |  |
|  |                  |                    |                   |                    |                  | 1 | 3 | 0          |            |            |            |            |  |  |        |                   |        |        |        |        |        |  |
|  |                  |                    |                   |                    |                  |   |   |            |            |            |            |            |  |  |        |                   |        |        |        |        |        |  |
|  |                  |                    |                   |                    |                  |   |   |            |            |            |            |            |  |  |        |                   |        |        |        |        |        |  |
|  |                  | 2                  | Korean Air Jumbos | 3                  | 0                | 3 |   |            |            |            |            |            |  |  |        |                   |        |        |        |        |        |  |
|  |                  |                    |                   |                    |                  | 3 |   |            |            |            |            |            |  |  |        |                   |        |        |        |        |        |  |
|  |                  |                    | 3                 | Hyundai Skywalkers | 2                | 3 | 2 |            |            |            |            |            |  |  |        |                   |        |        |        |        |        |  |
|  | 3                | Hyundai Skywalkers | 3                 | Hyundai Skywalkers | 2                | 3 | 2 | 3          | 3          |            |            |            |  |  |        |                   |        |        |        |        |        |  |
|  | 3                | Hyundai Skywalkers |                   |                    |                  |   |   |            |            |            |            |            |  |  |        |                   |        |        |        |        |        |  |
|  | 4                | KEPCO Vixtorm      | 0                 | 1                  |                  |   |   |            |            |            |            |            |  |  |        |                   |        |        |        |        |        |  |

#### Spareggio play-off
| Gara 1 |                               |     |                     |
|        |                               |     |                     |
| 25-03  | Hyundai Skywalkers - KEPCO 45 | 3-0 | 25-13, 25-17, 25-20 |

| Gara 2 |                               |     |                            |
|        |                               |     |                            |
| 27-03  | KEPCO 45 - Hyundai Skywalkers | 1-3 | 18-25, 25-20, 20-25, 20-25 |

#### Semifinali
| Gara 1 |                                        |     |                                   |
|        |                                        |     |                                   |
| 31-03  | Korean Air Jumbos - Hyundai Skywalkers | 3-2 | 20-25, 21-25, 27-25, 25-22, 15-10 |

| Gara 3 |                                        |     |                                   |
|        |                                        |     |                                   |
| 04-04  | Korean Air Jumbos - Hyundai Skywalkers | 3-2 | 27-25, 21-25, 25-16, 23-25, 15-13 |

| Gara 2 |                                        |     |                     |
|        |                                        |     |                     |
| 02-04  | Hyundai Skywalkers - Korean Air Jumbos | 3-0 | 25-21, 25-20, 25-23 |

#### Finale
| Gara 1 |                                       |     |                            |
|        |                                       |     |                            |
| 07-04  | Samsung Bluefangs - Korean Air Jumbos | 3-1 | 26-24, 22-25, 25-22, 36-34 |

| Gara 3 |                                       |     |                            |
|        |                                       |     |                            |
| 11-04  | Korean Air Jumbos - Samsung Bluefangs | 3-1 | 25-21, 25-18, 22-25, 25-23 |

| Gara 2 |                                       |     |                            |
|        |                                       |     |                            |
| 08-04  | Samsung Bluefangs - Korean Air Jumbos | 3-1 | 25-19, 24-26, 25-22, 25-21 |

| Gara 4 |                                       |     |                     |
|        |                                       |     |                     |
| 12-04  | Korean Air Jumbos - Samsung Bluefangs | 0-3 | 22-25, 21-25, 17-25 |

## Premi individuali
| Premio                    | Giocatore      | Squadra            |
| ------------------------- | -------------- | ------------------ |
| MVP della Regular Season  | Gavin Schmitt  | Samsung Bluefangs  |
| MVP delle finali play-off | Gavin Schmitt  | Samsung Bluefangs  |
| MVP dell'All-Star Game    | Kim Yo-han     | LIG Greaters       |
| MVP 1º round              | Gavin Schmitt  | Samsung Bluefangs  |
| MVP 2º round              | Dallas Soonias | Hyundai Skywalkers |
| MVP 3º round              | Martin Nemec   | Korean Air Jumbos  |
| MVP 4º round              | Kim Hak-min    | Korean Air Jumbos  |
| MVP 5º round              | Anđelko Ćuk    | KEPCO 45           |
| MVP 6º round              | Kim Yo-han     | LIG Greaters       |
| Miglior allenatore        | Shin Chi-yong  | Samsung Bluefangs  |
| Miglior esordiente        | Choi Hong-suk  | Dream 6            |
| Miglior realizzatore      | Gavin Schmitt  | Samsung Bluefangs  |
| Miglior attaccante        | Gavin Schmitt  | Samsung Bluefangs  |
| Miglior muro              | Shin Yung-suk  | Dream 6            |
| Miglior servizio          | Martin Nemec   | Korean Air Jumbos  |
| Miglior palleggiatore     | You Kwang-woo  | Samsung Bluefangs  |
| Miglior ricevitore        | Kwak Seung-suk | Korean Air Jumbos  |

## Classifica finale
| Pos                      | Squadra            |
| ------------------------ | ------------------ |
| Corea del Sud (bandiera) | Samsung Bluefangs  |
| 2                        | Korean Air Jumbos  |
| 3                        | Hyundai Skywalkers |
| 4                        | KEPCO 45           |
| 5                        | Dream 6            |
| 6                        | LIG Greaters       |
| 7                        | Sangmu             |

## Statistiche
| Rendimento individuale | Rendimento individuale | Rendimento individuale | Rendimento individuale |
| Pos.                   | Nome                   | Punti                  | Squadra                |
| ---------------------- | ---------------------- | ---------------------- | ---------------------- |
| 1                      | Gavin Schmitt          | 1 263                  | Samsung Bluefangs      |
| 2                      | Anđelko Ćuk            | 1 015                  | KEPCO 45               |
| 3                      | Martin Nemec           | 949                    | Korean Air Jumbos      |
| 4                      | Dallas Soonias         | 942                    | Hyundai Skywalkers     |
| 5                      | Kim Hak-min            | 707                    | Korean Air Jumbos      |
| 6                      | Kim Yo-han             | 671                    | LIG Greaters           |
| 7                      | Moon Sung-min          | 576                    | Hyundai Skywalkers     |
| 8                      | Park Chul-woo          | 505                    | Samsung Bluefangs      |
| 9                      | Choi Hong-suk          | 490                    | Dream 6                |
| 10                     | Kim Jung-hwan          | 423                    | Dream 6                |

| Attacchi vincenti | Attacchi vincenti | Attacchi vincenti | Attacchi vincenti  |
| Pos.              | Nome              | Punti             | Squadra            |
| ----------------- | ----------------- | ----------------- | ------------------ |
| 1                 | Gavin Schmitt     | 1 149             | Samsung Bluefangs  |
| 2                 | Anđelko Ćuk       | 912               | KEPCO 45           |
| 3                 | Dallas Soonias    | 818               | Hyundai Skywalkers |
| 4                 | Martin Nemec      | 802               | Korean Air Jumbos  |
| 5                 | Kim Hak-min       | 631               | Korean Air Jumbos  |
| 6                 | Kim Yo-han        | 610               | LIG Greaters       |
| 7                 | Moon Sung-min     | 490               | Hyundai Skywalkers |
| 8                 | Choi Hong-suk     | 419               | Dream 6            |
| 9                 | Park Chul-woo     | 413               | Samsung Bluefangs  |
| 10                | Kim Jung-hwan     | 389               | Dream 6            |

| Muri vincenti | Muri vincenti  | Muri vincenti | Muri vincenti      |
| Pos.          | Nome           | Punti         | Squadra            |
| ------------- | -------------- | ------------- | ------------------ |
| 1             | Shin Yung-suk  | 109           | Dream 6            |
| 1             | Lee Young-taek | 109           | Korean Air Jumbos  |
| 3             | Yun Bong-woo   | 101           | Hyundai Skywalkers |
| 4             | Dallas Soonias | 90            | Hyundai Skywalkers |
| 5             | Ko Hee-jin     | 80            | Samsung Bluefangs  |
| 5             | Ha Kyoung-min  | 80            | KEPCO 45           |
| 7             | Martin Nemec   | 75            | Korean Air Jumbos  |
| 8             | Ji Tae-hwan    | 72            | Samsung Bluefangs  |
| 9             | Anđelko Ćuk    | 69            | KEPCO 45           |
| 10            | Park Chul-woo  | 68            | Samsung Bluefangs  |

| Battute vincenti | Battute vincenti | Battute vincenti | Battute vincenti   |
| Pos.             | Nome             | Punti            | Squadra            |
| ---------------- | ---------------- | ---------------- | ------------------ |
| 1                | Martin Nemec     | 72               | Korean Air Jumbos  |
| 2                | Gavin Schmitt    | 57               | Samsung Bluefangs  |
| 3                | Moon Sung-min    | 44               | Hyundai Skywalkers |
| 4                | Anđelko Ćuk      | 34               | KEPCO 45           |
| 4                | Dallas Soonias   | 34               | Hyundai Skywalkers |
| 6                | Han Sun-soo      | 32               | Korean Air Jumbos  |
| 7                | Shin Yung-suk    | 30               | Dream 6            |
| 8                | You Kwang-woo    | 25               | Samsung Bluefangs  |
| 8                | Kwak Seung-suk   | 25               | Korean Air Jumbos  |
| 10               | Park Chul-woo    | 24               | Samsung Bluefangs  |
| 10               | Kim Hak-min      | 24               | Korean Air Jumbos  |